# شركة مطاحن الدقيق والمخابز الكويتية
شركة مطاحن الدقيق والمخابز الكويتية (KFMB) هي مجموعة مملوكة للدولة ومقرها في الشويخ الصناعية، الكويت. تتخصص شركة KFMB في إنتاج وتوريد منتجات مثل البسكويت والدقيق والخبز والكعك والزيوت النباتية وغيرها في الكويت. تنتج الشركة أيضا المكرونة والأعلاف الحيوانية. يلعب KFMB دورًا كبيرًا في الاقتصاد الكويتي من خلال تحقيق 1.3 مليار دولار من إيرادات المبيعات السنوية وصافي ربح قدره 123 مليون دولار في عام 2016 
يحتوي KFMB على ثمانية مخابز آلية، يرافقها مخبز صبحان في إنتاج الخبز الأوروبي. تقدم خدمات المناولة والتخزين المؤتمتة للمواد من خلال الحيازات الرئيسية (تمتلك KFMB سعة تخزين إجمالية تبلغ 375000 طن في الميناء) وهي مسؤولة عن توفير الدقيق والحبوب الأخرى للبلاد. 3000 طن هي قوة الطحن اليومية وهذا يبين قوة الشركة الانتاجيه. يعمل في KFMB ما يقارب من 4000 موظف.

## التاريخ
بعد فترة وجيزة من استقلال الدولة، بدأت الحكومة الكويتية بسرعة برنامجها للتصنيع، وإنشاء عدد من الشركات الجديدة تحت سيطرتها. واحدة من هذه كانت شركة مطاحن الدقيق الكويتية. تأسست الشركة عام 1961، وركزت على المنتجات الغذائية وأخرجتها على السوق 
في عام 1988، تم دمج «شركة مطاحن الدقيق الكويتية» مع «شركة المخابز الكويتية» وحصلت على هويتها الجديدة باسم «شركة مطاحن الدقيق والمخابز الكويتية». وأصبح اسم الشركة المختصر KFMB وتم توسيع مرافقها من أجل تطوير عمليات انتاجها للمواد الغذائيه. على هذا النحو، قامت الشركة ببناء صوامع خاصة بها ومرافق لتفريغ القمح في ميناء الشويخ لتفريغ السفن مباشرة في صوامعها.
في السنوات التالية، قام KFMB بوضع أنظمة طحن أوتوماتيكية متكاملة مع التعبئة والتغليف أيضًا. تم زيادة إنتاج الشركة ليشمل مجموعة أكبر من أنواع الدقيق، بما في ذلك الدقيق المخصص لإنتاج أنواع الخبز العربي، بالإضافة إلى الدقيق المعالج المستخدم في الخبز الأوروبي. في عام 1969، أطلقت الشركة مصنعًا لإنتاج المعكرونة وفي عام 1970 مصنعًا لإنتاج البسكويت. وايضاً في عام 1976 اطلاق مصنع للزيت النباتي، والتي كان الأول من نوعه في منطقة الخليج العربي.
علاوة على ذلك، في عام 1978، اتخذت الشركة خطوات طموحة لبناء تسعة مخابز أوتوماتيكية، منتشره في الكويت مع مخبز صبحان المركزي، الذي يعتبر علامة على المعلم الصناعي في منطقة الخليج العربي في ذلك الوقت.
مرة أخرى في عام 1994، تولى KFMB السيطرة على «شركة التموين الكويتية» التي تديرها الحكومة. الشركة تم الإشادة بها لخدمة المواطنين والخليجيين المقيمين في البلاد من خلال توفير المنتجات الغذائية بتكلفه أقل. تم دعم هذه المنتجات من قبل الحكومة وفقا لسياسات وقرارات وزارة التجارة والصناعة.
امتثالاً لمهمة الشركة في تحقيق الأمن الغذائي، قامت الشركة بتأسيس مصنع أعلاف الحيوانات في عام 1996 لإنتاج الأعلاف الحيوانية المعززة بالقيم الغذائية لخدمة الماشية التي تعد أحد العناصر الأساسية للتغذية في البلاد.

## الجوائز
في حفل جائزة جلفود للابتكار، التي أقيمت في جلفود، دبي، في الفترة من 26 فبراير إلى 2 مارس 2017، فازت شركة مطاحن الدقيق والمخابز الكويتية «بجائزة أفضل منتجات الصحة والعافية»  عن المنتجات الخالية من الغلوتين والبسكويت (النخالة تمامًا).

## الشركات الفرعية والفروع
- شويخ الصناعية (الرئيسي)
- الرميثية
- الجهراء
- الأحمدي
- اليرموك
- خيطان
- الشعب
- كيفان
- صبحان

## روابط خارجية
- موقع KFMBC الرئيسي